# Поникаров, Иван Ильич
Иван Ильич Поникаров (28 января 1928, с. Ульянково Кайбицкого района — 25 марта 2016, Казань) — советский и российский учёный в области химического машиностроения, доктор технических наук (1972), профессор (1973), заслуженный деятель науки и техники ТАССР, РСФСР (1979, 1988).

## Биография
Участник Великой Отечественной войны.
В 1956 окончил Казанский хим.-технол. институт (ныне Казанский технологический университет), работал там же, начальник науч.-иссл. сектора (1963-69), зав. кафедрой машин и аппаратов химических производств (1973-98).
Кандидат технических наук (1962), доктор технических наук (1972). Подготовил 49 кандидатов и 9 докторов технических наук.
В 2003-04 был редактором раздела «Тепловые процессы и аппараты» энциклопедии «Машиностроение» (М., 2004, т.12).

## Научные интересы
Труды по теоретическим основам гидродинамики и массопередачи двухфазных систем. Под руководством Поникарова разработано и внедрено высокоинтенсивное малометаллоёмкое массообменное оборудование: вихревые аппараты с объёмным факелом орошения для процессов газо- и пылеочистки, аппараты с соударением газожидкостных потоков для процессов ректификации и абсорбции, противоточные центробежные экстракторы для процессов очистки сточных вод и масел. Имеет 75 авторских свидетельств на изобретения.

## Труды
- Поникаров, И. И. Исследование процессов гидродинамики и массопередачи в противоточных центробежных экстрактах: дис. … доктора технических наук : 05.00.00. Казань, 1971. 380 с.
- Машины и аппараты химических производств : [Учеб. для вузов по спец. «Машины и аппараты хим. пр-в и предприятий строит. материалов» / И. И. Поникаров, О. А. Перелыгин, В. Н. Доронин, М. Г. Гайнуллин]. М. : Машиностроение, 1989. 367,[1] с.
- Поникаров, И. И. Расчеты машин и аппаратов химических производств и нефтегазопереработки (примеры и задачи) : учебное пособие для студентов высших учебных заведений, обучающихся по специальности «Машины и аппараты химических производств» направления «Энерго-и ресурсосберегающие процессы в химической технологии, нефтехимии и биотехнологии» и специальности «Оборудование нефтегазопереработки» направления «Оборудование и агрегаты нефтегазового производства» / И. И. Поникаров, С. И. Поникаров, С. В. Рачковский. М.: Альфа-М, 2008. 717 с. : ил., табл.; 21 см; ISBN 978-5-98281-132-5
- Поникаров И. И. Конструирование и расчет элементов химического оборудования : учебник : для студентов высших учебных заведений, обучающихся по специальностям 240801 «Машины и аппараты химических производств» и 130603 «Оборудование нефтегазопереработки» / И. И. Поникаров, С. И. Поникаров. М. : Альфа-М, 2010. 379 с. : ил.; 22 см; ISBN 978-5-98281-174-5

## Награды
Награждён орденом Отечественной войны 2-й степени; медалями, в том числе серебряной медалью ВДНХ СССР.